# 14873 Сьойо
14873 Сьойо (14873 Shoyo) — астероїд головного поясу, відкритий 28 жовтня 1990 року.
Тіссеранів параметр щодо Юпітера — 3,483.
Названо на честь Сьойо (яп. しょうよう(松陽) сьо:йо:).